# Claudicación
En semiología clínica, claudicación es la detención de alguna función del organismo.

Usualmente se refiere a las extremidades, en especial las inferiores, que producen detención de la marcha por dolor.

El dolor puede tener un origen neurogénico (por compresión sobre un nervio), o vascular (isquemia de los vasos que irrigan el músculo). Es un síntoma común de la arteriosclerosis; pero puede también estar ligada, entre otros, a problemas de estenosis vertebral o anemia.